# Chlosyne bonpland
Chlosyne bonpland är en fjärilsart som beskrevs av Pierre André Latreille 1809. Chlosyne bonpland ingår i släktet Chlosyne och familjen praktfjärilar. Inga underarter finns listade i Catalogue of Life.